# Mężczyzna w stroju orientalnym
Mężczyzna w stroju orientalnym lub Słowiański szlachcic – obraz olejny z 1632 roku autorstwa holenderskiego malarza Rembrandta.
W 1631 roku Rembrandt zamieszkał w Amsterdamie. Jego sława głównie jako portrecisty spowodowała, że przez kolejne dwa lata był obsypywany zamówieniami na portrety. Sam malarz chętnie przyjmował zamówienia, dzięki którym doskonalił formę, eksperymentował z kompozycjami i światłocieniem dla uzyskania odpowiedniego plastycznego efektu. W latach 1631–1632 stworzył siedem portretów, w tym jeden autoportret. Wszystkie znajdują się w Metropolitan Museum of Art, a jeden we Frick Collection.
Portret Mężczyzny w stroju orientalnym przedstawia nieznanego dziś szlachcica; nieznany jest również zamawiający płótno. Rembrandt przedstawił sylwetkę starszego mężczyznę z lekko skręconym torsem. Zatarte kontury postaci ginące w mroku, a jednocześnie rozświetlona twarz i tors dają wrażenie trójwymiarowości. Te oświetlone części (szal, fragment płaszcza i turban) zostały wykonane w bardzo dokładnymi pociągnięciami pędzla. Pozostałe fragmenty skąpane w cieniu, namalowane zostały szybkimi pociągnięciami pędzla, ledwie zaznaczając kształt, fakturę czy kolory. Rembrandt malując portret o tak dużych rozmiarach był przekonany, iż będzie oglądany z większej odległości a tym samym jego pojedyncze dotknięcia pędzla nanoszące duże ilości farby na płótno, nie będą widoczne. Postać mężczyzny została namalowana niemal w całości, aż do kolan. Szata choć widoczna jedynie w górnej części jest otoczona blaskiem niczym aurorą, przez co wydobywa ją z mroku. Twarz portretowanego przedstawiona została w bardzo naturalistyczny sposób. Twarz nosi znamiona upływającego czasu, zorana jest zmarszczkami, głębokie spojrzenie osiągnięte dzięki ciemnemu rysunkowi tęczówki hipnotyzują widza.
W 1642 roku Rembrandt namalował obraz Dawid i Jonatan, obecnie w zbiorach Ermitażu. Dawid na obrazie nosi również orientalny strój i identyczny biały upiększony klejnotami turban. Jedyną różnicą jest wpięte pióro u Dawida. Podobna złotawa kolorystyka i ciepłe barwy mają sugerować, iż oba dzieła zostały namalowane w zamkniętym pomieszczeniu przy sztucznym świetle.